# Saint-Sorlin-en-Bugey

Saint-Sorlin-en-Bugey este o comună în departamentul Ain din estul Franței.